# Galéra

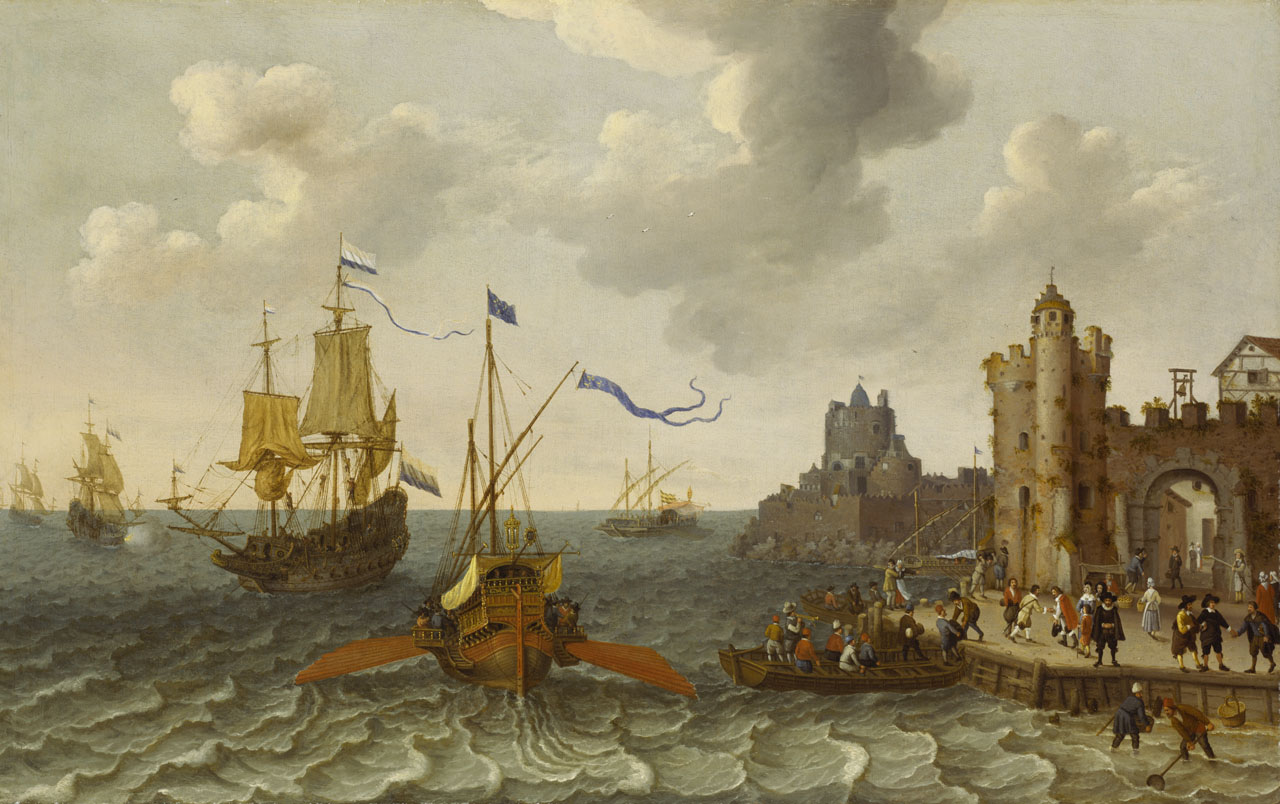
Francouzská galéra ze 17. století

Galéra či galeje i galej je typ lodi – veslice s pomocným oplachtěním. Byla využívána pro obchodní i válečné účely. Brázdila Středozemní moře zhruba od 8. století př. n. l. Jejich ústup souvisí s nástupem efektivního dělostřelectva v 15. až 16. století, nahrazeny byly plachetnicemi s děly na boční straně (anglicky broadside) v 17. století a definitivně vytlačeny příchodem parního stroje.

## Název
Název pochází ze středověké řečtiny, název galea původně označoval typ malé byzantské lodi. Italsky a španělsky se jí říkalo galera, staročesky gallé a pak galejě. Odtud pochází dnešní výraz galeje, který se používá jak v jednotném (ta galeje) tak i v množném čísle (ty galeje). Veslování na galejích byl kdysi obvyklý těžký trest a z pojmenování tohoto trestu vzniklo i přenesené pojmenování označující jakoukoli nepříjemnou, těžkou, zotročující, popř. ponižující práci (pouze mn. č.)

## Popis

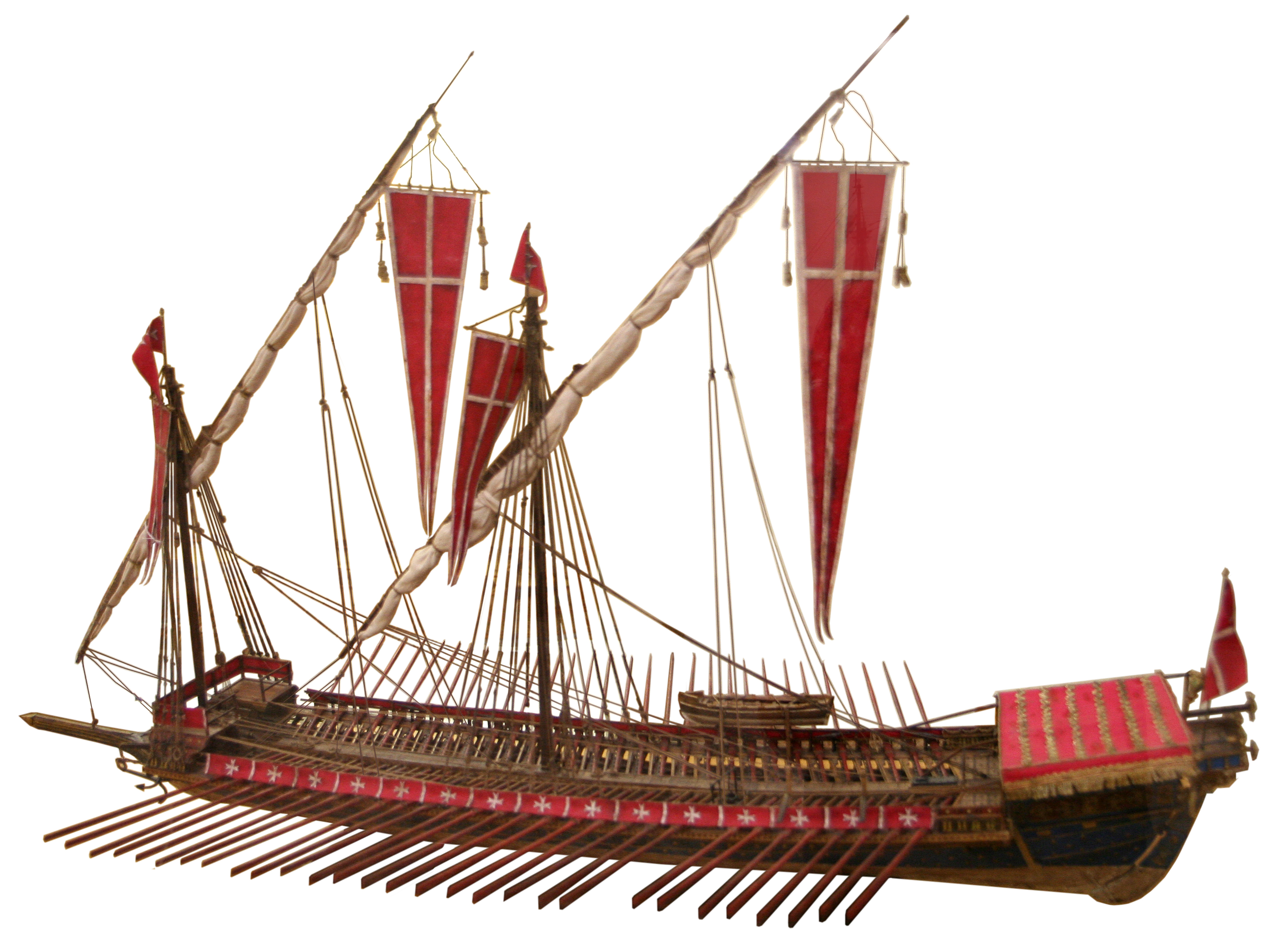
Podoba galéry řádu Maltézských rytířů v 16. století. Model vystavený v Museo Storico Navale di Venezia (námořní muzeum v Benátkách)

Galéra konstrukčně vycházela z lodí antického světa. Jednalo se o nízkou, 25–60 m dlouhou štíhlou loď, s ponorem 1,5–2 m. Byla poháněna jednou řadou vesel, u kterých ale sedělo několik veslařů. Galéry mívaly i stěžně, na něž se napínaly pomocné plachty. Plachty byly obvykle trojúhelníkové, latinského typu.
Válečné galéry byly vyzbrojeny dělovou výzbrojí, která byla na rozdíl od plachetnic situována na přídi a zádi. Pro případnou boční střelbu sloužila malá děla na otočných vidlicích. Galéry byly již od dob antiky vybaveny i klounem pro prorážení trupu nepřátelské lodi (taranování). Tento kloun také někdy sloužil jako most pro útok vojáků na dobývanou loď.
Základní strategií při boji galér bylo protivníka zasypávat salvami šípů, ve snaze ranit nebo zabít co nejvíce veslařů a tím snížit manévrovatelnost lodi; popřípadě nečekaným přiblížením a těsným průjezdem zničit vesla, která protivník na rozdíl od útočníka nestačil zatáhnout, aby následoval taran lodi. Taranem zasažená galéra na klounu nějaký čas držela a bylo možné ji útokem pěchoty obsadit a vyrabovat nebo osvobodit otroky. Pokud útočník po taranování dal pokyn ke zpětnému chodu a kloun z proraženého boku vytáhl, následovalo velmi rychle potopení lodě.
Výhodou galér byla rychlá změna kurzu bez ohledu na vítr (galéra mohla obrácením veslování couvat) a malý ponor, který umožňoval snadný únik před pronásledovateli v těžších a větších lodích. Také nebyly odkázané na rozmary větru a i v naprostém bezvětří mohly pokračovat v cestě.
Galéry si získaly velkou oblibu u středomořských pirátů, kde jim pobřežní vody plné mělčin a ostrůvků umožňovaly maximalizovat výhody lodi. Při překvapivém útoku ze zálohy byly galéry schopny vyvinout na krátkou vzdálenost značnou rychlost (6–7 uzlů) a dostihnout většinu obchodních lodí.
Jako veslaře na galérách bylo hojným zvykem využívat otroky nebo válečné zajatce, kteří byli na své místo přikováni řetězy.
Na veslaře dohlíželi dozorci a bitím je nutili k náležitému pracovnímu nasazení a držení rytmu. Rytmus udával bubeník, většinou usazený pod kapitánský můstek v zadní části lodi. Vzhledem k vysoké úmrtnosti otroků bylo v přístavech (popř. po obsazení jiné lodi) často třeba doplnit stavy.

## Nevýhody
- Malá tonáž, která umožňovala pouze omezený rádius, popř. malý náklad,
- omezené oplachtování lodi,
- nutnost velkého množství veslařů,
- velká zranitelnost lodi,
- malá palebná síla.

Poslední velká bitva, ve které se ve větším počtu utkaly galéry, byla Bitva u Svensksundu (1790).